# 미겔 고메스
미겔 고메스(포르투갈어: Miguel Gomes, 1972년 2월 20일–)는 포르투갈의 영화 감독이다. 2024년 칸 영화제에서 영화 《그랜드 투어》를 통해 감독상을 수상했다.

## 작품 모록
- 1999년 《Entretanto》
- 2000년 《Inventário de Natal》
- 2002년 《Trinta e Um》
- 2002년 《Kalkitos》
- 2004년 《A Cara Que Mereces》
- 2006년 《Cântico das Criaturas》
- 2008년 《Aquele Querido Mês de Agosto》
- 2012년 《타부》
- 2013년 《리뎀션》
- 2015년 《As Mil e Uma Noites》
- 2015년 《천일야화 1부(O Inquieto)》
- 2015년 《천일야화 2부(O Desolado)》
- 2015년 《천일야화 3부(O Encantado)》
- 2024년 《그랜드 투어》